# Commiphora swynnertonii
Commiphora swynnertonii är en tvåhjärtbladig växtart som beskrevs av B. D. Burtt. Commiphora swynnertonii ingår i släktet Commiphora och familjen Burseraceae. Inga underarter finns listade i Catalogue of Life.